# 마광수
마광수(馬光洙, 1951년 4월 14일~2017년 9월 5일)는 연세대학교 교수를 지낸 대한민국의 국어국문학자이자 저술가이다. 호는 광마(狂馬)이며, 본관은 목천이다.
연세대학교 국어국문학과에 수석으로 입학·졸업하고, 동 대학원에서 윤동주 시인 논문으로 박사 학위를 취득했다. 1977년 청록파 시인 박두진의 추천으로 등단했다. 28세에 홍익대학교 국어교육학과 전임강사로 임용되었고, 1984년부터 연세대학교 국어국문학과 교수를 지내며, 한국 문학의 지나친 교훈성과 위선을 비판하고 풍자하였다. 1991년 출판한 《즐거운 사라》의 외설 논란으로 1992년 강의 도중 구속되고, 1995년 대법원에서 징역 6월에 집행유예 2년이 확정되어 연세대학교 교수직에서 해직됐다가 1998년 특별사면을 받았다. 2002년 복직하여 2007년 연세대학교 국어국문학전공 정교수가 됐고, 2016년 정년퇴임했다. 2017년 등단 40년을 맞아 시선집 《마광수 시선》을 펴냈으나, 자택에서 홀로 별세하였다.

## 학력
- 서울청계초등학교
- 대광중학교
- 대광고등학교
- 연세대학교 국어국문학 학사
- 연세대학교 대학원 국어국문학 석사
- 연세대학교 대학원 국어국문학 박사

## 생애

### 생애 초기
1951년 1·4 후퇴 당시 피난 중 화성군 발안에서 태어났다. 그의 부모는 본래 서울에 거주하였다. 종군사진작가였던 아버지가 한국 전쟁 중 전사하고 홀어머니 밑에서 어렵게 자라며 불우한 유년기를 보냈다. 초등학교 1학년 때 서울에 정착, 병약하고 가난한 성장기를 보냈다. 독서를 즐겼으며, 미술에 재능을 보였다.
1963년 3월 서울 청계초등학교를 졸업하고 대광중학교에 입학했다. 1966년 대광고등학교로 진학했다. 고등학교 3학년 무렵 대학 진학 직전 미대와 국문학과 사이에서 고민하다 국문학과로 진학할 결심을 한다. 1969년 연세대학교에 진학하였다.
연세대학교 재학 중 학과내 연극부의 창설을 주도했고, 연세 문학회, 교내방송국 PD, 교지 기자, 등으로 활동했다. 1973년 연세대학교 문과대학 국어국문학과를 졸업했다. 곧이어 대학원에 진학, 대학원 재학 중에는 한국 최초의 마당극 《양반전》을 각색, 연출했다. 1975년 국문학 석사 학위를 받았다.

### 등단과 교육 활동
1975년 연세대학교 국문학과 박사 과정에 들어가면서 모교인 연세대학교 국문학과 강사가 되었고, 이후 1978년까지 연세대학교, 한양대학교, 강원대학교에서 강사로 활동했다.
1977년 잡지 《현대문학》에 〈배꼽에〉, 〈망나니의 노래〉, 〈고구려〉, 〈당세풍(當世風)의 결혼〉, 〈겁(怯)〉, 〈장자사(莊子死)〉 등 여섯 편의 시를 발표, 박두진 시인에 의해 추천되어 문단에 데뷔하게 되었다.
1977년 2월 박사 과정을 수료했다. 1979년부터 1983년까지 홍익대학교 사범대학 국어교육학과 전임강사, 조교수로 재직했다. "윤동주 연구" 논문으로 1983년 연세대학교 대학원 문학 박사 학위를 받았으며, 이 해부터 연세대학교로 돌아와 국어국문학과 조교수로 재직하기 시작했다. 이후 제5공화국·제6공화국 시절부터 대한민국 문학의 지나친 교훈성과 위선을 적나라하게 비판하고 풍자하여 이름이 알려지기 시작했다. 이후 연세대학교 문과대학 국어국문학과 부교수를 거쳐 정교수로 재직하였다.
1989년 장편 소설 《권태》로 소설계에 데뷔하였고, 《나는 야한 여자가 좋다》를 출간하였다. 그러나 이 책이 출판되고 얼마 뒤 언론의 혹평을 받았고, 6개월 뒤 강의가 취소되는 시련을 겪었다.
1992년 장편 《즐거운 사라》가 외설적이라는 이유로 1심에서 징역 8월에 집행유예 2년을 선고받았다. 1992년 12월 28일 징역살이를 끝내고 석방되었다. 구속 파문으로 1993년 연세대학교로부터 직위해제되었고, 1995년 대법원에서 상고 기각 후 해직되었다.

### 《즐거운 사라》 필화 사건
그가 주목을 받기 시작한 것은 1990년 초였다. 이후 1991년 작품 《즐거운 사라》를 출간하면서, 외설논쟁에 휘말리게 되었다. 《즐거운 사라》의 내용 중 여대생이 자신의 대학 교수와 관계를 갖는다는 것이 문제가 되어 보수적 언론과 문인들, 대학 교수들의 반발을 초래했고, 대학교수들 중에는 마광수가 현직 대학 교수의 신분으로 쓴 책이라 하여, 대학 교수의 자질 여부를 문제삼기도 했다. 이문열은 신문 사설에서 그의 작품을 ‘구역질을 동반한다, 보잘것 없다’며 노골적으로 비판하기도 했다. 소수의 진보주의, 자유주의적 문인만이 마광수를 옹호하는 가운데, 1992년 10월 29일 《즐거운 사라》 가 음란물로 분류되어 음란물 제작 및 배포 혐의로 전격 구속되었다. 검찰은 작가의 표현의 자유도 인정해야 하나, 사회적인 통념에 어긋나고, 특히 청소년 독자들에게 모방심을 부추겨 정서에 악영향을 미칠 수 있다고 판단하였다. 뿐만 아니라 이전에도 경고 조치를 취하고, 각종 제재를 가했음에도 불구하고 자발적인 정화의 여지가 없는 것은 물론 오히려 더 노골적으로 선전했기 때문에 마 교수를 구속했다고 밝혔다. 그는 법학자 출신의 국무총리 현승종이 그를 잡아 넣으라는 특별지시하여 영장도 없이 강의실에 체포되었다고 알고 있다고 밝혔다.
그가 구속되자 사람들은 내용에 대한 호기심 때문에 이 책을 사기 위해 노력하였고, 결국 《즐거운 사라》는 매진되기까지 하였다. 마교수를 구속한데에 대하여 성균관, 유도회(儒道會) 등의 유림 6개 단체와 작가 이문열, 10개의 종교단체는 마광수 교수를 구속한 검찰의 조치를 환영하였다. 반면, 마광수 교수를 옹호하는 쪽에서는 고은, 김병익, 유안진 등을 비롯한 문인 200~300여 명이 문학작품의 표현의 자유 침해와 출판탄압에 대한 문학·출판인 공동성명서를 발표하고, 시위를 벌였다. 11월 2일에는 문인들과 연세대학생 50명이 서초동 서울지검 앞에서 마교수의 구속을 규탄하는 시위를 벌이기도 했다. 그러나 제6공화국 정권은 이를 용공으로 몰아 진압해버렸다. 마광수는 항소하였고 이때마다 기각되었다.
이유 없이 그렇게 썼겠어요. 문학의 품위주의, 양반주의, 훈민주의 이런 것들에 대한 반발이지. 우리나라에서는 아무리 야한 소설을 쓴다고 해도 어법이나 전체적 틀은 경건주의를 유지하려 애를 쓰고 꼭 결론에 가서 권선징악적으로 맺는다거나 반성을 한다거나 그런 식으로 글을 맺잖아요. 저는 그런 것에 대한 반발로 사라를 부각시키려고 했어요. 우리나라 소설에 사라 같은 여자 있나요. 다 자살하거나 반성하거나 그러지.
 - 언론과의 인터뷰 중에서

재판 과정에서 문학 탄압, 정부와 검찰에 의한 예술의 자유, 표현의 자유 침해라는 문학계와 문화 언론계의 불평 불만이 터져나오기도 했다. 1992년 10월부터는 군사정권에서 그의 구속을 사주했다는 의혹이 터져나오기도 했다. 1992년 12월 28일에는 서울형사지방법원에서 징역 8월에 집행유예 2년을 선고받고 석방되었다.

### 문학계와 충돌
마광수는 이문열의 성공을 비판하기도 했다. 그는 1990년 1월에 언론에 발표한 글에서 이문열의 상업적 성공의 근본적 원인을 ‘대한민국 독자들의 교양주의 선호 현상’에서 찾아볼 수 있다고 말했다.
한편 그는 제5공화국 전두환 정권의 교육정책 중의 대학교 학생수 정원을 무조건 늘린 것을 비판하기도 했다.
특히 1980년대 초부터 문교부에서 대학교의 정원을 대폭 늘임에 따라 대학생 숫자가 엄청나게 불어났다. 그래서 그들은 고등학교 때 미처 못 배웠던 여러 가지 교양적 지식들에 대하여 게걸스럽게 탐식하는 쪽으로 나아갔는데, 아무래도 딱딱한 이론서적 보다는 소설을 통해 교양을 습득하는 것이 더 재미있기 때문에 교양주의 소설이 많이 읽히지 않았나 싶다. 이문열 뿐이 아니라 대한민국의 많은 작가들이 본능적 표출 욕구에서 보다는 교사적 지식인의 사명가므로 교양주의 소설을 많이 생산해 내고 있다.

고 비판하였다. 전두환 정권의 무조건 대학교 정원 늘리기가 수준 낮은 대학생들을 대량 생산해낼 수 있다는 경고였다. 이때에도 마광수는 현직 교수의 신분으로 교육 정책을 정면 비판했고, 이는 학계와 지식인들 사이에서도 논란거리가 되었다.
이에 이문열은 마광수에 대해 "교육적인 효과는 포기한 듯함에도 불구하고 대학 교수라는 신분을 애써 유지하려는 점"이 못마땅하다고 비판하였다. 논란은 확대되었고, 후에 강준만은 이것이 이들 두 사람의 교육자 관의 불화였다고 해석했다.
마광수의 비판은 곧 '문학의 교양주의'를 극복해야 한다는 것이었다. 한편 노태우 대통령이 1988년의 신년사에서 대통령과 정부를 예술 작품의 소재로 활용해도 된다는 언명을 하였으나 정부와 통치자에 대한 비판이 조심스러웠던 1990년대 초에 정부 당국(제5공화국)의 정책을 비판하면서 화제가 되기도 했다.
그는 문학의 비현실성과 지나친 국민계몽성 등을 비판하였고 현실에 맞지 않는 이상주의적인 문학관을 비판하기도 했다. 이문열 비판 이후 권위주의, 도덕주의, 엄숙주의, 국민 계몽주의적 문학, 위선 등에 대한 비판을 발표하면서 보수적 문학가들의 비판을 받기도 했다.
작품 즐거운 사라에서 대학교수가 여대생과 벌이는 환락과 향락의 향연은 사회적으로 충격을 주기도 했다. 이는 정비석의 자유부인 사건과 1960, 1970년대 한국 건설근로자 파견 후 파견근로자 부인들의 카바레, 스탠드바 등 출입, 1980년대의 자유부인, 애마부인, 젖소부인 바람났네 사건 이후 꾸준히 불거져 나왔던 것임에도 불구하고 처음 대하는 것처럼 날이 선 공격을 받게 됐다. 특히 작품 즐거운 사라에 등장하는 인물이 대학교수라는 점에서 다른 대학교수들의 불만을 몰고 왔다.
1993년 12월 서울대학교 교수 손봉호는 "마광수 씨는 교수라는 칭호 없이 마광수 씨로 불려야 된다"고 주장했다. 이에 대해 강준만은 "성 표현에 대해선 “다른 의견에 귀 기울이는 아량”이 필요없다는 것인가? 손 교수가 긍정적으로 평가하는 것으로 보이는 <조선일보>에 대해서만 그런 `아량'이 필요하다는 것인지, 또 조선일보가 과연 그런 `아량'이 있는 신문이라고 생각하는지, 분명하게 밝혀주시기 바란다."고 반박하기도 했다.
대학교수 이태동은 “즐거운 사라에 나오는 여대생과 그를 가르치는 교수 사이에 문란하고 변태적인 성 관계가 성실한 노력의 상징인 학점의 흥정 대상이 된다는 것은 커다란 사회적인 문제가 되지 않을 수 없는 것입니다.”라고 주장했다.

### 구속 사태 이후
1993년 초부터 표현의 자유와 예술의 자유를 주장하는 문학계와 문화연예계의 비판과 함께 ‘마광수 교수 복직 서명’과 ‘복권운동’이 꾸준히 꾸준히 전개되었다. 군사정권의 몰락과 문민정부 출범 이후 마광수 복권 여론은 점점 고개를 들게 되었다.
문화일보 1993년 11월 26일자 기사는 검찰 관계자가 밝힌 내용을 근거로 마광수의 구속 배경에 대해 다음과 같이 밝혔다.
최근 연세대 교수와 학생들 사이에 마 교수의 복직운동이 일고 있는 가운데 지난해 10월 검찰이 마 교수를 사법처리 하게 된 배경이 밝혀져 관심을 끌고 있다. 당시 중립내각의 현승종 국무총리는 평소 원로교수들 사이에서 평판이 나쁜 마 교수의 사법처리를 법무부장관에게 간접적으로 암시, 구속사건으로 확대된 것으로 알려졌다.

정부에서 법무부와 검찰에 압력을 넣어 마광수의 사법처리를 지시했다는 의혹이 제기되던 중, 보수적 법학자 출신이며 군사정권의 국무총리였던 현승종 등이 비밀리에 법무부와 검찰에 그의 구속을 암시했다는 것이 기사로 보도되면서 그의 구속에 대해 정치적 탄압 의혹은 계속되었다. 담당 검사는 서울지검 특수2부 김진태 검사였다. 마광수 교수는 항소했으나, 1995년 6월 16일 대법원은 그의 상고심을 기각하고 원심을 확정지었다. 1995년 8월 8일 연세대학교는 마광수 교수를 면직조치하였다. 이후 1998년 다시 교수직에 복직하였다. 그러나 그는 한동안 우울증을 앓았다.

### 2000년대 이후
2000년 6월 연세대학교 교수 재임용 심사에서 논문 실적 등의 문제로 탈락하였고, 이 과정에서 국문학과 동료교수들의 집단따돌림으로 재임용이 거부당한 것으로 알려졌다. 학생들의 거센 반발로 연세대학교 당국은 임용탈락을 보류하였으나, 마광수는 극심한 배신감으로 인한 외상성(外傷性) 우울증으로 정신과 병원에 입원하게 되어 학교에 휴직계를 제출한다. 2002년 다시 복직되었다. 한 학기 동안 연세대학교로 복직하여 강의하던 중, 우울증이 악화하여 학기 말에 다시 휴직하였고, 2004년 건강을 회복하고 연세대학교에 복직, 강의와 강연활동을 하였다.
2000년대 중반에 다시 마광수의 구속이 정치적 탄압이라는 주장이 다시 제기되기도 했다. 2006년 강준만은 그자신의 저서 한국현대사산책:1990년대 편 1권에서 대학교수 출신 현승종 국무총리가 법무부장관과 검찰 쪽에 마광수의 사법처리를 암시했다는 것이다. 1990년대 후반 이후, 보수주의 언론의 비판에도 불구하고 마광수의 작품은 음란하지 않았다는 평가도 나타나고 있다. 한편 시대를 앞서간 작가라는 시각도 있다. 이후 2003년 공식 변론서격인 책 《마광수 살리기》가 출간되었다.
그러나 대한민국 검찰은 2006년 11월 24일 개인 홈페이지에 음란물을 게시한 혐의(정보통신망 이용촉진 및 정보보호 등에 관한 법률 위반)로 마광수를 불구속 입건시켰다. 이때 그를 구속시켜야 된다는 언론들의 대응에, 문화예술계에서는 표현의 자유, 예술의 자유 탄압이라고 반발하였다.
2006년 발표한 다섯 번째 시집 《야하디 얄라숑》에 실린 〈말(言)에 대하여〉와 〈바이올린〉이 각각 제자와 지인의 작품을 자신의 작품인 것처럼 발표한 의혹이 제기되었고, 실제로 마광수의 잘못임이 드러나 시집을 전량 회수하는 사태가 벌어진 적도 있다.
전공강의에서 배제되어 2009년 연세대학교의 '연극의 이해'와 '문학과 성'이라는 교양 수업을 맡았다. 기타 여러 강연에 연사로 초빙되기도 했다. 또한 tvN의 토크쇼 <백지연의 피플 Inside>에 출연하였다. 마 교수는 한국 사회와, 젊은 작가들, 연세대 교수들, 자신을 구속시킨 검사들과 자신을 재판한 판사들에 대해 불만을 토로하기도 했다
2010년 4월에는 마광수의 에세이 《나는 야한여자가 좋다》(원본-1989, 개정판 2010)가 연극으로 각색되어 화제가 되기도 했다. 이 연극에는 이파니가 ‘사라’ 역할로 출연한다. 제목과는 달리 《즐거운 사라》의 주인공인 여대생 ‘사라’가 주인공으로 나오며, 원작자인 마광수가 ‘마교수’라는 캐릭터의 모티브가 되기도 했다.
2017년 등단 40년을 맞아 《광마집》(1980)부터 《모든 것은 슬프게 간다》(2012)까지 시집 여섯 권에서 고른 작품들과 새로 쓴 10여 편을 합해 119편을 묶은 시선집 《마광수 시선》을 펴냈다.
2017년 9월 5일 서울 동부이촌동 자택에서 자살로 생을 마감했다. 향년 66세.

## 문학관
현 사회의 지배적이고 유용한 가치가 정말 옳은 것인지를 질문하는 것이 바로 작가의 책임이라고 규정하였으며, “기성도덕과 가치관을 (맹목적으로) 추종하며 스스로 ‘점잖은 교사’를 가장하는 것은 작가로써 가장 자질이 나쁜 자들이나 하는 짓이다.”라고 주장했다.
그는 또한 “문학은 무식한 백성들을 가르치고 훈도하여 순치시키는 도덕교과서가 되어서는 절대로 안된다. 문학이 근엄하고 결백한 교사의 역할, 또는 사상가의 역할까지 짊어져야 된다면 이는 문학적 상상력과 표현의 자율성은 질식되고 만다. 문학의 참된 목적은 지배 이데올로기로부터의 탈출이요, 창조적 일탈인 것이다.”라고 보았다.

## 의식관

### 사회비판 의식
그는 지식인의 위선을 공격하였으며, 맹목적인 체제 옹호성 어용 문인들을 비판, 풍자하기도 했다. 또한 문학의 지나친 엄숙주의에 대해서는 “대한민국의 지식인들은 가벼움을 경박함으로 그릇된 인식을 하는 경우가 많고, 설사 경박하다고 해도 그것이 의도된 경박성이라는 것을 아는 이가 드물다.” “소설 문장에서 사용되는 단어가 일상어 또는 비속어일 경우 흔히들 그런 인상을 받는 것 같다.”며 한국문학의 위선성과 지나친 엄숙주의를 질타하기도 했다.

### 한국 문학에 대한 비판 의식
마광수는 조선조식 양반 문학, 그리고 이념과 교훈으로 포장된 위선의 문학에 도전하고자 하는 의욕을 불태워 왔다. 성역 없는 비판을 감행했다. 당연히 그는 민중문학에 대해서도 마땅치 않게 생각했다.
지금의 한국의 문학인들은 민중을 부르짖고 민중문학 등을 부르짖으면서도, 실제로는 문장을 구사하는 데 있어서는 (민중적이라기 보다는) 양반문학이 갖는 품위주의를 벗어나지 못하고 있다.

그는 입으로만 구호를 외치고 현장에 투신하지 않는 일부 대학생들과 대학원생들에 대해서도 비판하였다.
그들은 노동문학이나 민중문학 또는 사회주의적 리얼리즘 이론 등을 그저 재미있게 공부할 수 있는 소재거리로만 생각하고 있을 뿐, 스스로의 삶 자체를 문학관과 일치시키려고 하지 않는 것이다.

그러나 그의 내부성찰론, 자성론은 받아들여지지 않았다.
도대체가 요즘의 우리나라 소설들은 그 길이가 너무 길다. 걸핏하면 대여섯권 짜리 대하소설이요, 단편도 100매가 넘는 게 보통이다. ...(이하 중략)... 이러한 현상 역시 교양주의 소설의 유행과 짝을 이루는, 작가들의 물량주의 선호 현상에서 비롯된 것이라고 나는 본다.

전북대학교 신문방송학과 교수 강준만은 이를 놓고 “대하소설 가운데 만인이 칭찬해마지않는 유명 문인들의 대하소설도 포함되어 있지 않는가” 하며, ‘꼭 필요한 대하소설도 있지만’이라는 단어 하나만 달아줘도 좋을 터인데 그는 그런 수고를 할 뜻이 없었다며 아쉬워했다.

### 교육자와 학생의 관계
그는 한국의 교단이 학생에게 권위적인 것도 비판하였다. 그에 의하면 교육자가 학생을 아랫사람처럼 대하는 것도 문제점으로 지적하였다. 강준만에 의하면 그는 평소 “교수님들, 학생은 아랫사람이 아닙니다.”라고 주장하는 교수였다. 이후 대학교 교수와 학교의 교사들이 학생들을 비인격적, 권위적으로 대하는 풍토에 대한 논란이 지속되었고, 학생들의 인권에 대한 사회적 관심도도 증가하게 되었다.
그리고 그는 옵저버 지 1991년 5월호에 같은 제목의 칼럼을 올리기도 했다.

## 평가
한편 마광수의 구속은 언론과 문학계 사이에서 정치적 탄압이라는 의혹이 제기되었으나 곧 묻히고 말았다. 마광수가 구속되었을 때 어떤 신문의 사회부 기자는 마광수의 공판을 참관한 뒤에 오렌지 교수의 항변이라는 상자기사를 쓰면서, 마광수를 향해 오렌지족의 대부 라는 표현을 쓰는 것으로 그를 사회적으로 지탄받고 있는 오렌지족과 연결시켰다. 그러자 소설가 겸 작가 장정일은 이를 저열한 장난이라고 했다.
1993년 초부터 표현의 자유와 예술의 자유를 주장하는 문학계와 문화연예계의 성토와 함께 마광수 교수의 복직운동이 일어나기도 했다.
강준만은 ‘마광수의 죄는 시대를 앞서간 죄였다.‘ 라고 평가하였다. 마광수는 항소심이 진행 중일 때 한 여성지와의 인터뷰에서 “내 작품이 시대를 5년 정도 앞서갔다고 봐요. 그래서 두들겨 맞는 거지요.”라고 말했다. 강준만은 같은 이유로 소설가 장정일이 1997년 똑같은 봉변을 당한 걸로 보아선 그가 앞서간 게 5년은 더 될 성 싶었다고 평하였다. 1995년 6월 16일 대법원은 마광수의 상고심을 기각하고 원심을 확정지었다. 95년 8월 8일 연세대학교는 마광수 교수를 면직조치했는데, 강준만은 이를 놓고 이런 마광수 탄압은 ‘아무리 선의로 해석해도 그건 불행한 소식을 전한 어느 메신저의 목을 벤 어느 왕의 부질없는 분노와 다를바 없는 것이었다.’라고 하였다.
한편 이문열은 그를 신랄하게 비판하였다.
강준만은 마광수 사건이 한국의 문인들과 대학교수들이 만들어준 사건이며 그 점에서 한국은 세계의 민주국가 중 권력의 권위주의 시대 이전에 지식인의 권위주의가 더 심각한 유일한 국가가 되게 했다 고 개탄하였다.

### 외신의 평가
1992년, 1993년 당시 마광수 구속의 파문은 일본, 미국에도 보도되었다. 미국과 일본에서는 한국이 작품의 예술성을 체제가 탄압한다고 비판적 시각이 나오기도 했다. 『인터내셔널 헤럴드 트리뷴』 지의 한 기자는 1993년 4월 2일자 〈한국의 외로운 에로티카 장인〉이라는 제목의 인터뷰 기사에서 “마광수 교수의
구속 사건은 한국이라는 나라를 1990년대 민주국가 중 유례없이 허구적 문학작품을 이유로 작가를 감옥에 가두고 작가의 발을 묶는 유일한 국가가 되게 했다.”고 썼다.

## 저서
| 시집 - 광마집 (심상사, 1980) - 귀골 (평민사, 1985; 한국문학도서관, 1989) - 가자, 장미여관으로 (자유문학사, 1989; 책읽는귀족, 2013) - 사랑의 슬픔 (해냄, 1997) - 야하디 얄라숑 (해냄, 2006) - 빨가벗고 몸하나로 뭉치자 (시대의창, 2007) - 일평생 연애주의 (문학세계사, 2010) - 나는 찢어진 것을 보면 흥분한다 (지식을 만드는 지식, 2012) - 모든 것은 슬프게 간다 (책읽는귀족, 2012) - 천국보다 지옥 (등대지기, 2014) - 마광수 시선 (페이퍼로드, 2017) 문학이론서 - 상징시학 (청하, 1980; 청하, 1985; 청하, 1997; 철학과현실사, 2007) - 윤동주 연구 (정음사, 1984; 철학과현실사, 2005) - 심리주의 비평의 이해-편저 (청하, 1986; 청하, 1995) - 마광수 문학론집 (청하, 1987; 청하, 1992) - 시 창작론-2인공저 (방송통신대학 출판부, 1987) - 카타르시스란 무엇인가 (철학과현실사, 1997; 한국문학도서관, 2008) - 시학 (철학과현실사,1997) - 삐딱하게 보기 (철학과현실사, 2006) 비평 - 문학과 성 (철학과현실사, 2000; 한국문학도서관, 2008) - 왜 나는 순수한 민주주의에 몰두하지 못할까 (민족과 문학사, 1991; 사회평론, 1997) - 사라를 위한 변명 (열음사, 1994; 개정판, 2005) - 이 시대는 개인주의자를 요구한다 (새빛에듀넷, 2007) - 모든 사랑에 불륜은 없다 (에이원북, 2008) - 연극과 놀이정신 (철학과현실사, 2009) 아포리즘 - 마광쉬즘 (인물과사상사, 2006) - 소년 광수의 발상 (서문당, 2011) - 행복 철학 (책읽는귀족, 2014) - 섭세론 (철학과현실사, 2016) 신문연재 - 서울신문 2005.6~2005.11 ‘마광수의 섹스토리’ 마광수 관련서적 - 마광수는 옳다 - 연세대 국문학과 학생회 쓰고 엮음 (사회평론사, 1995) - 마광수 살리기 – 강준만 외 6인 (중심, 2003) | 소설 - 권태 (문학사상사,1990년; 해냄, 2005; 책마루, 2011)) - 광마일기 (행림출판, 1990; 사회평론, 1996; 사회평론, 2005; 북리뷰, 2009) - 즐거운 사라 (서울 문화사, 1991; 청하, 1992) - 불안 (리뷰앤리뷰,1996) - 자궁 속으로 (사회평론, 1998) - 사인사색-마광수 외 3인 (고도, 1999) - 알라딘의 신기한 램프 1,2 (해냄, 2000) - 로라 1,2 (해냄, 2005) - 광마잡담 (해냄, 2005; 책읽는귀족, 2012) - 유혹 (해냄, 2006) - 귀족 (중앙북스, 2008; 책읽는 귀족, 2012) - 발랄한 라라 (평단, 2008) - 사랑의 학교 (북리뷰, 2009) - 첫사랑 (북리뷰, 2010) - 미친 말의수기 (꿈의 열쇠, 2011) - 돌아온 사라 (아트블루, 2011) - 페티시 오르가즘 (아트블루, 2011) - 세월과 강물 (책마루, 2011) - 별것도 아닌 인생이 (책읽는귀족, 2012) - 공처가 괴담 (책읽는 귀족, 2012) - 무덤 속 야한 유령 여인 (책읽는 귀족, 2012) - 미스터리 두 여인 (책읽는귀족, 2012) - 노총각의 이상한 러브스토리 (책읽는 귀족, 2012) - 도깨비 집 여인들 (책읽는 귀족, 2012) - 야한 인어이야기 (책읽는귀족, 2012) - 야한 신들의 나라 (책읽는귀족, 2012) - 모란꽃 요정 (책읽는귀족, 2012) - UFO를 타고 온 섹시 여인 (책읽는 귀족, 2012) - 청춘 (책읽는귀족, 2013) - 2013 즐거운 사라 (책읽는귀족, 2013) - 상상놀이 (책읽는귀족, 2013) - 아라베스크 (책읽는귀족, 2014) - 나만 좋으면 (어문학사, 2015) - 나는 너야 (어문학사, 2015) - 인생은 즐거워 (등대지기, 2015) - 사랑이라는 환상 (어문학사, 2016) - 덧없는 것의 화려함-웹소설 (광마클럽, 2016) - 야사-웹소설 (광마클럽, 2016) - 추억마저 지우랴-유작(어문학사, 2017) 철학적 에세이 - 운명 (사회평론, 1995) - 성애론 (해냄,1997; 해냄, 2006) - 인간 (해냄, 1999; 개정판, 2008) - 비켜라 운명아, 내가 간다! (오늘의책, 2005; 개정판, 2010) - 인간론 (책마루, 2011) - 멘토를 읽다 (책읽는귀족, 2012) - 사랑학 개론 (철학과현실사, 2013) - 마광수의 인문학 비틀기 (책읽는귀족, 2014) - 인간에 대하여 (어문학사, 2016) | 에세이 - 사랑하고 사랑하고 사랑했는데도-마광수 외3인 (유림, 1988; 유림, 1990) - 나는 야한 여자가 좋다 (자유문학사,1989; 북리뷰, 2010) - 사랑받지 못하여 (행림출판,1990) - 열려라 참깨 (행림출판, 1992) - 사랑의 다른 기술 (여원, 1992) - 자유에의 용기 (해냄, 1998) - 남자도 이혼을 꿈꾼다 (동서고금, 1999) - 자유가 너희를 진리케 하리라 (해냄, 2005) - 나는 헤픈 여자가 좋다 (철학과현실사, 2007) - 마광수의 뇌구조 (오늘의책, 2011) - 더럽게 사랑하자 (책마루, 2011) - 나의 이력서 (책읽는귀족, 2013) - 스물 즈음 (책읽는귀족, 2014) 전 시 - 1991 [마광수,이목일,이외수,이두식 4인의 에로틱 아트 전] 나우갤러리, 서울 - 1994 [마광수 개인전] 다도화랑, 서울 - 2005 [마광수, 이목일 전] 거제 예술회관, 거제 (1월) - 2005 [마광수 미술전] 인사갤러리, 서울 (6월) - 2005 [마광수 미술전] 대백플라자 갤러리, 대구 (7월) - 2006 [마광수, 이목일 전] 롯데마트 화정점 로비, 일산 (2월) - 2007 [마광수 개인전] 미국 뉴욕 Maxim 화랑 (6월) - 2007 [색(色)을 밝히다 전(展)] 북스 갤러리 서울 인사동 (1월) - 2009 [마광수 전(展)] 순수 갤러리 서울 청담동 (4월) - 2009 [마광수, 천소연, 2 인전] 미국 뉴욕 갤러리 옴즈 (4월) - 2009 [6월의 그림展] 갤러리아 순수 (6월) - 2011 [소년, 광수 전(展)] 산토리니 서울 갤러리 서울 서교동 (2월) - 2011 [마광수- 변우식, 5월의 思色전] 인사동 가가 갤러리 (5월) - 2011 [도문희 마광수 박성남 박인숙 展] 갤럴리아 순수 (6월) - 2012 [돌아가자, 장미여관으로] 한남동 꿀 (2월) - 2012 [순자와춘희의 3인展 "Mash up Show"] 춘천 갤러리아르숲 (3월) - 2013 [Return to Never Land 展] 강원대 갤러리&커뮤니티 카페 피터팬 (1월) - 2014 [꿈꾸는 삼총사 展] 한대수,마광수, 변우식 인사동 리서을 갤러리 (5월) - 2015 [마광수·변우식 2인전, “색(色)을 밝히다”] 인사동 노암갤러리 (9월) |  |

## 가족
한국 전쟁 중 종군기자였던 아버지가 전사하고 홀어머니와 살았다. 은퇴 후에 어머니와 살았으나, 마 교수가 죽기 몇년 전에 어머니가 돌아가셨다. 유족으로는 이부 누나 조재풍과 조카(조재풍의 딸) 한옥미 가톨릭대학교 음악과 교수가 있다.
1985년 연극학 교수 김방옥과 결혼했으나 1990년 1월에 이혼했다. 자녀는 없다. 동국대 연극학부 교수 김방옥은 이후 2008년에 제17대 한국연극학회 회장이 되기도 했다.
자녀와 배우자가 없고 부모님이 모두 돌아가신 상태에서 사망하여 재산은 가장 가까운 혈족인 이부누나에게 상속되었고, 유품은 이부누나와 조카딸 모녀가 상의하여 마광수의 모교 연세대학교에 기증되었다.

## 같이 보기
| - 표현의 자유 - 사상의 자유 |

## 참고 자료
- 강준만, 《한국현대사산책:1990년대편1》 (인물과사상사, 2006)
- 마광수, 《왜 나는 순수한 민주주의에 몰두하지 못할까》 (민족과문학사, 1991)
- 연세대학교 국어국문학과 학생회, 《마광수는 옳다:이 시대의 가장 음란한 싸움에 대한 보고》 (사회평론, 1995)
- 민주사회를 위한 변론 (1994년 제4호, 1994)
- 옵서버 (1991년 5월호, 1991)
- 변정수, 《상식으로 상식에 도전하기》 (토마토, 1996)
- 장정일, 《장정일의 독서일기:1993.1~1994.10》 (범우사, 1994)
- 강준만 외, 《마광수 살리기》 (강준만 외, 도서출판 중심, 2003)